# 5號染色體長臂缺失症候群
5號染色體長臂缺失症候群（Chromosome 5q deletion syndrome、5q症候群、5號長臂染色體單體症(monosomy)、5號染色體長臂缺失綜合症）是一種後天性血液疾病，特徵是人類5號染色體「長臂」（q arm, band 5q31.1）的一部分缺失。這種染色體異常最常見伴隨著骨髓增生异常综合征（MDS）而產生。 
它不與“5號長臂部分染色體三倍體症（partial trisomy 5q）”等同，雖然這兩種病症的產生都在同一個系列裡可以觀察的到。
此種症狀不能和猫叫综合症混為一談，因猫叫综合症是一種缺失第5號染色體「短臂」（p arm/petit）的症候群。

## 外部連結
- 5q- syndrome（页面存档备份，存于） at NIH's Office of Rare Diseases